# Аль-Гізланія (нохія)
Аль-Гізланія (араб. ناحية الغزلانية) — нохія у Сирії, що входить до складу району Дума провінції Дамаск. Адміністративний центр — с. Аль-Гізланія.